# Alvesta kommun
Alvesta kommun er en kommune i Kronobergs län i Sverige.

## Byområder
Der er seks byområder i Alvesta kommun.
I tabellen vises byområderne i størrelsesorden pr. 31. december 2005.  Hovedbyen er markeret med fed skrift. 
| # | Byområde    | Befolkning |
| - | ----------- | ---------- |
| 1 | Alvesta     | 7.647      |
| 2 | Moheda      | 1.852      |
| 3 | Vislanda    | 1.773      |
| 4 | Grimslöv    | 638        |
| 5 | Torpsbruk   | 354        |
| 6 | Hjortsberga | 229        |

- Wikimedia Commons har flere filer relateret til Alvesta kommun

56°54′N 14°33′Ø / 56.9°N 14.55°Ø